# Zabłocie (Siedliszowice)
Zabłocie – część wsi Siedliszowice w Polsce, położona w województwie małopolskim, w powiecie tarnowskim, w gminie Żabno.
W latach 1975–1998 Zabłocie położone było w województwie tarnowskim.